# Live! At Shepherd's Bush, London
Live! At Shepherd's Bush, London è un film concerto della rock band svedese Europe. Testimonia il concerto tenuto dal gruppo allo Shepherds Bush Empire di Londra, Inghilterra, il 19 febbraio 2011, durante il tour promozionale dell'album Last Look at Eden. È stato pubblicato in formato BD e DVD, entrambe con in allegato un CD extra che raccoglie lo stesso concerto, eccetto per l'esclusione di tre canzoni dovute a limiti di spazio.

## Tracce
1. Last Look at Eden
2. The Beast
3. Rock the Night
4. Scream of Anger
5. No Stone Unturned
6. Carrie
7. The Getaway Plan
8. The Loner (tributo a Gary Moore)
9. Seventh Sign
10. New Love in Town
11. Love is Not the Enemy
12. More Than Meets the Eye
13. William Tell Overture
14. Always the Pretenders
15. Start from the Dark
16. Superstitious
17. Doghouse
18. The Final Countdown

## Contenuti extra

### DVD & Blu-Ray
- Live photo gallery
- Live footage from Stockholm ice stadium "Hovet" 28 December 2009:
- #Prelude/Last Look at Eden
- #Love is Not the Enemy
- #Superstitious
- #Gonna Get Ready
- #Scream of Anger
- #No Stone Unturned
- #Carrie (solo su Blu-ray)
- #Start From The Dark (solo su Blu-ray)
- #New Love in Town
- #Let The Good Times Rock (solo su Blu-ray)
- #Cherokee (solo su Blu-ray)
- #The Beast
- #Seven Doors Hotel (solo su Blu-ray)
- Live footage from Gröna Lund in Stockholm 17 September 2010:
- #Last Look at Eden
- #Guitar Feature
- #Seventh Sign
- #Start from the Dark
- Live photo gallery
- Documentary: interviews and rehearsals (solo su Blu-ray)
- Music videos:
  - Last Look at Eden
  - New Love in Town

### CD live extra
1. Prelude
2. Last Look at Eden
3. The Beast
4. Rock the Night
5. Scream of Anger
6. No Stone Unturned
7. Carrie
8. The Getaway Plan
9. Seventh Sign
10. New Love in Town
11. Love is Not the Enemy
12. More Than Meets the Eye
13. Always the Pretenders
14. Start from the Dark
15. Superstitious
16. The Final Countdown

## Formazione
- Joey Tempest – voce, chitarra acustica, chitarra ritmica
- John Norum – chitarra solista, cori
- John Levén – basso
- Mic Michaeli – tastiere, cori
- Ian Haugland – batteria, cori